# F912 Wandelaar (1978)
De Wandelaar (F912) was een Belgisch fregat van de Wielingenklasse. Het schip is net als alle andere schepen van de Wielingenklasse vernoemd naar een zandbank voor de Belgische kust. Op 3 oktober 1978 werd het schip in dienst genomen bij de Belgische marine. De Wandelaar is gedoopt door H.K.H. Prinses Marie Esmeralda, de meter van het schip.

## De Wandelaar in Belgische dienst
Van 4 oktober 1990 - 31 januari 1991 nam het schip deel aan de Operatie Southern Breeze I, de bevrijding van Koeweit en controle van het embargo tegen Irak. Ook nam het schip deel aan het embargo tegen de Federale Republiek Joegoslavië (Operatie Sharp Guard) in 1993.

## Verkoop aan Bulgarije
In 2005 werd het fregat verkocht aan de Bulgaarse Marine. Op 21 oktober 2005 vond de officiële overdracht plaats in de Marinebasis Zeebrugge. Het schip kreeg daarbij het nieuwe pennantnummer '41', en naam Drazki (Bulgaars: ДРЪЗКИ). Het fregat Wandelaar heeft in totaal meer dan 521.734 zeemijl afgelegd onder de Belgische vlag.

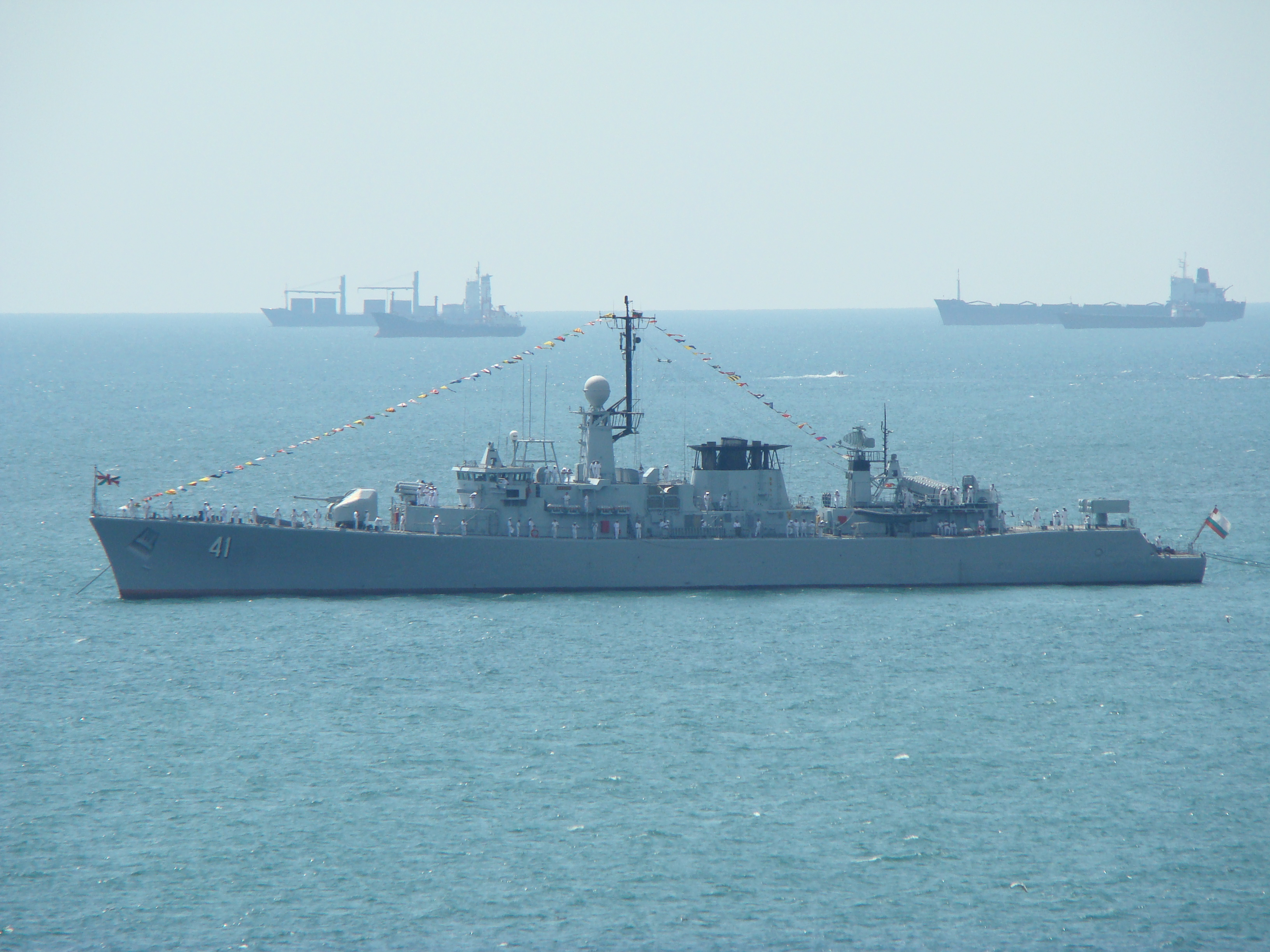
Het schip onder Bulgaarse vlag.